# ガル・サークル駅
ガル・サークル駅（ガル・サークルえき、英語: Gul Circle MRT Station）は、シンガポールにある、MRT東西線の高架駅。

## 駅構造
島式1面2線のホームを持つ駅。
| A | ■東西線 | パシール・リス・チャンギ・エアポート方面 |
| B | ■東西線 | トゥアスリンク方面                       |

## 歴史
- 2017年6月18日 開業[1][2]